# Tai-Luc
Pour les articles homonymes, voir Luc.
Tai-Luc, de son nom complet Nguyen Tan Tai-Luc Lionel André,, né le 10 août 1958 à Suresnes et mort le 3 décembre 2023 dans le 5e arrondissement de Paris, est un chanteur auteur-compositeur et guitariste franco-vietnamien, créateur du groupe La Souris Déglinguée. Il est également linguiste.

## Biographie

### Enfance
Nguyen Tan Tai-Luc naît en 1958 à Suresnes, en banlieue parisienne, d'un père vietnamien et d'une mère française. Il emménage dans plusieurs banlieues parisiennes - Nogen, Saint-Ouen, Montmagny- avant que sa famille ne s'installe dans une cité de Vélizy-Villacoublay. Adolescent, il fréquente l'Open Market, le magasin de disques ouvert par Marc Zermati, rue des Lombards à Paris. Bon élève, il intègre le lycée Hoche à Versailles.

### Carrière musicale
C'est au lycée Hoche de Versailles qu'il forme en 1976 le groupe rock français La Souris Déglinguée qui sort son premier 45 t en 1979. Le groupe sort 14 albums jusqu'en 2016. Jukebox, un album solo paraît en 2007, et un recueil de ses textes As-tu déjà oublié ? Chansons pour guitare électrique en 2010. En promotion pour son album solo, il revendique plusieurs influences musicales : Lou Reed et le Velvet Underground, Hank Williams et La Fille de Londres, chanson dont les paroles ont été écrites par l'écrivain Pierre Mac Orlan. En 2015, le groupe célèbre ses 35 ans de carrière à la mythique salle de concert l'Olympia à Paris, entouré d'autres groupes phares de la scène underground française.

### Carrière universitaire
Il devient par la suite docteur en linguistique et chargé de cours à l'INALCO, à partir de 1996. Il donne un cours de diachronie et synchronie taï-kadaï et d'initiation au tham-pali du Laos.

### Carrière de bouquiniste
En 2018, il devient bouquiniste à Paris sur les bords de la Seine, quai de Gesvres,. Il s'oppose au déplacement des bouquinistes à cause des Jeux Olympiques de 2024.
Tai-Luc meurt à Paris le 3 décembre 2023 à l'âge de 65 ans, des suites d'une crise cardiaque. Il est inhumé au cimetière du Père-Lachaise (division 56).

## Discographie
en solo
- 2007 : Jukebox

## Publications
- Parlons lü, la langue taï des Douze mille rizières, Paris, L'Harmattan, 2008
- As-tu déjà oublié ? : Chansons pour guitare électrique, We lose 2win syndicate, 2010, 221 p. (ISBN 978-2-7466-1798-8)